# Prezidentské volby v Abcházii 2025
Volba prezidenta Abcházie v roce 2025 byly v pořadí desátá volba prezidenta této částečně mezinárodně uznané kavkazské země a v pořadí devátá přímá volba hlavy státu. Jednalo se o předčasné prezidentské volby, které se uskutečnily následkem rezignace prezidenta Aslana Bžaniji ze dne 19. listopadu 2024, ke které ho dotlačily mohutné protesty proti jeho vládě. Abchazské lidové shromáždění stanovilo datum konání prvního kola předčasných voleb na 15. února 2025 na svém zasedání ze dne 28. listopadu 2024.
Novým prezidentem Abcházie byl nakonec zvolen provládní kandidát Badra Gunba, a to v druhém kole.

## Kandidáti
Registrace kandidátů ucházejících se o pozici prezidenta Republiky Abcházie iniciativními skupinami a politickými stranami probíhala od 15. prosince 2024 do 6. ledna 2025. Do deseti dnů od registrace, nejpozději tedy do 16. ledna museli kandidáti svou kandidaturu potvrdit u Ústřední volební komise.
Zajímavostí je, že se k podpoře žádného z kandidátů dosud nepřihlásila žádná politická strana a že jednotliví kandidáti získali nárok na účast ve volbách díky podpisům obyvatel Abcházie, které sbíraly iniciativní skupiny podporující příslušného kandidáta.
| Kandidát na prezidenta | Zaměstnání, zkušenosti s politikou                       | Podpora a nominace politických stran | Kandidát na viceprezidenta |
| ---------------------- | -------------------------------------------------------- | ------------------------------------ | -------------------------- |
| Badra Gunba            | Viceprezident Abcházie (2020–2025)                       | iniciativní skupina                  | Beslan Bigvava             |
| Robert Aršba           | Ředitel Kontrolního úřadu Republiky Abcházie (2013–2025) | iniciativní skupina                  | Daut Agrba                 |
| Adgur Ardzinba         | Ministr hospodářství (2015–2020)                         | iniciativní skupina                  | Alchas Džindžal            |
| Oleg Barcic            | Obchodní atašé Abcházie v Ruské federaci, diplomat       | iniciativní skupina                  | Adgur Kakoba               |
| Adgur Churchumal       | Předseda představenstva Černomořské banky rozvoje        | iniciativní skupina                  | Tengiz Kutelija            |

## Hlasování a výsledky

### První kolo
První kolo voleb bylo stanoveno na sobotu 15. února 2025, hlasovací místa se voličům otevřela v 8:00 a uzavřela ve 20:00 místního času.
| Pořadí                | Kandidát na prezidenta | Počet hlasů | Počet hlasů v % |
| --------------------- | ---------------------- | ----------- | --------------- |
| 1.                    | Badra Gunba            | 45 817      | 46,38           |
| 2.                    | Adgur Ardzinba         | 36 476      | 36,92           |
| 3.                    | Robert Aršba           | 7 434       | 7,53            |
| 4.                    | Oleg Barcic            | 3 988       | 4,04            |
| 5.                    | Adgur Churchumal       | 896         | 0,91            |
| Proti všem kandidátům | Proti všem kandidátům  | 1 313       |                 |
| Neplatné hlasy        | Neplatné hlasy         | 2 684       |                 |
| Celkem                | Celkem                 | 91 386      |                 |

Nikdo z kandidátů nezískal nadpoloviční počet hlasů, takže muselo rozhodnout druhé kolo.

### Druhé kolo
Konalo se 1. března 2025 mezi Badrou Gunbou, zástupcem provládní moci a úřadujícím prezidentem, a Adgurem Ardzinbou, představitelem opozice. Vítězem voleb se s necelými 56 % stal nakonec Badra Gunba.
| Pořadí                | Kandidát na prezidenta | Počet hlasů | Počet hlasů v % |
| --------------------- | ---------------------- | ----------- | --------------- |
| 1.                    | Badra Gunba            | 54 954      | 55,66 %         |
| 2.                    | Adgur Ardzinba         | 41 708      | 42,25 %         |
| Proti všem kandidátům | Proti všem kandidátům  | 2 065       | 2,09 %          |
| Neplatné hlasy        | Neplatné hlasy         | 1 687       | 1,68 %          |
| Celkem                | Celkem                 | 100 414     | 100 %           |